# Heimerziehung in der Deutschen Demokratischen Republik

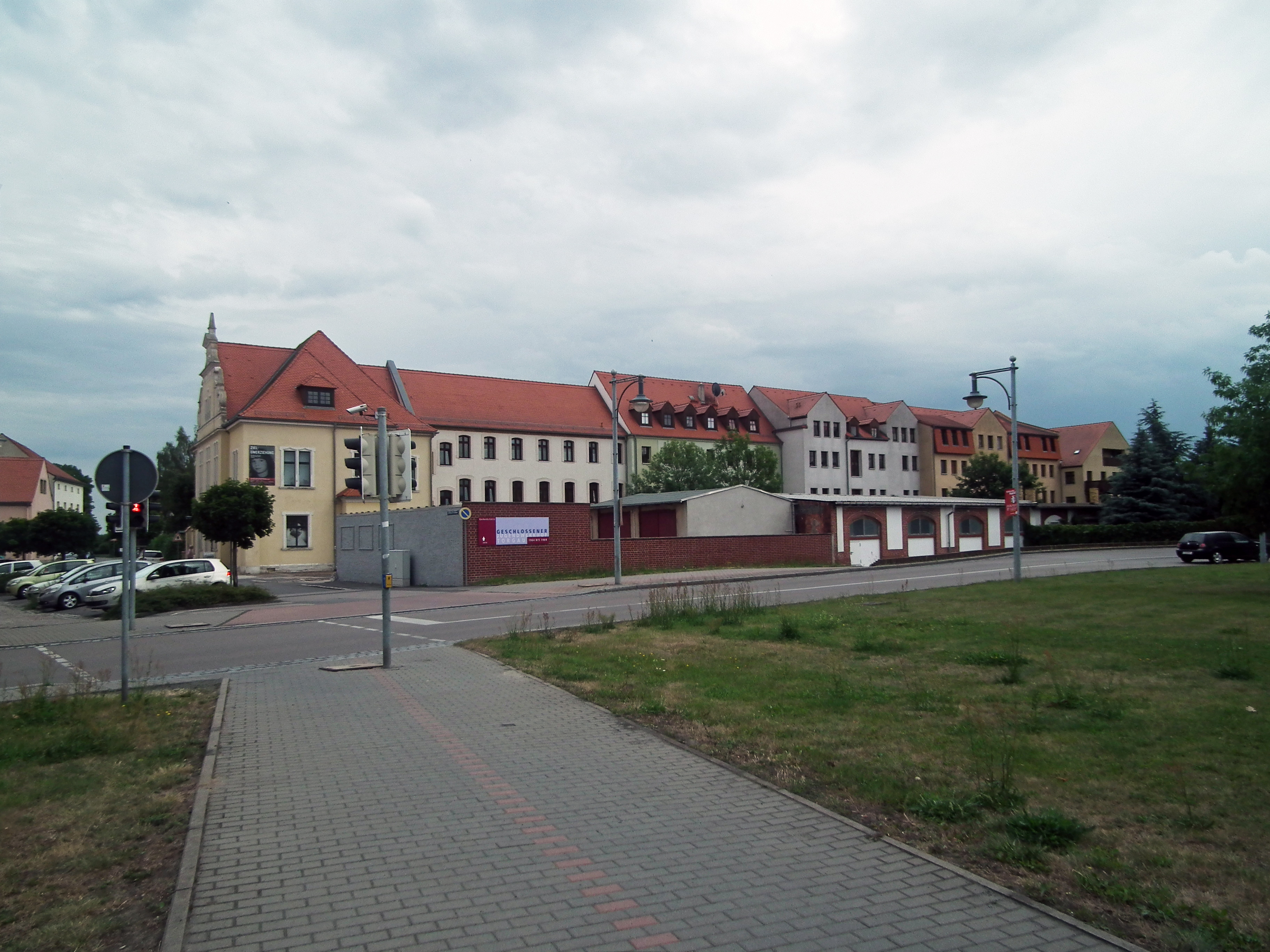
Gebäudekomplex des Geschlossenen Jugendwerkhofs Torgau

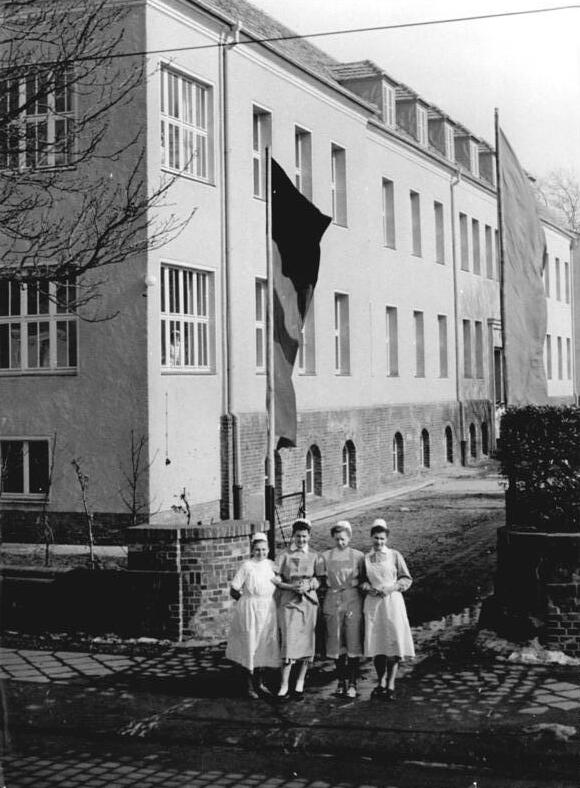
Bundesarchiv Bild 183-19489-0001, Cottbus, Säuglingsheim 18. März 1955 Foto: Schutt, Erich

Die Heimerziehung in der Deutschen Demokratischen Republik umfasst die Fremdunterbringung in Heimen in der Zeit von 1947 bis 1990.

## Geschichte
Für die Einrichtung der Heime bildeten die Befehle der Sowjetischen Militäradministration in Deutschland (SMAD) die gesetzlichen Grundlagen. Seit 1951 wurde zwischen den Grundtypen Normal- und Spezialkinderheim unterschieden. Mit der Jugendhilfereform wurden ab April 1965 auch die Jugendwerkhöfe in das bereits seit 1951 bestehende System der Spezialheime eingegliedert. Sie unterstanden dem Ministerium für Volksbildung und seinen nachgeordneten Organen.
Normalheime dienten der Erziehung elternloser und entwicklungsgefährdeter Kinder. Dazu gehörten:
- Vorschulheime
- Kinderheime
- Hilfsschulheime
- Jugendwohnheime und
- Jugendwohnheime für Hilfsschulabgänger

Eine Sonderstellung unter den Normalheimen nahmen die Dauerheime für Säuglinge und Kleinstkinder in der DDR ein. Neben elternlosen Kindern wurden auch gesunde Säuglinge und Kleinstkinder im Alter von wenigen Wochen bis zum 3. Lebensjahr aufgenommen und ständig untergebracht, deren Mütter alleinerziehend waren oder deren Eltern in Schichtsystemen arbeiteten. Diese Einrichtungen wurden ärztlich überwacht und oblagen ab 1951 der Aufsicht der zuständigen Abteilung Gesundheitswesen des Rates des Land- oder Stadtkreises. Der Ausbau der Dauerheime wurde bis in die späten 1950er Jahre forciert.
Elternlose Kinder oder Sozialwaisen, denen sich keine Adoptionsmöglichkeiten eröffneten, wurden nach Vollendung des 3. Lebensjahres in weiterführende Heime verlegt. In den Jahren von 1959 bis 1961 erreichte die Anzahl der Dauerheimplätze mit ca. 11.000 ihren Höchststand. Diese Entwicklung blieb nicht ungetrübt. Ende der 1950er Jahre wurden starke Vorbehalte von Pädiatern über diese Form der Kleinstkindbetreuung laut, und durch vergleichende Studien untermauert. In der Folgezeit sank bis 1980 die Zahl der Heimkinder kontinuierlich und nahm Ende der 1980er Jahre auf über 4000 gemeldeten Kindern wieder zu. Die Dauerheime für Säuglinge und Kleinstkinder wurden im Zuge der deutschen Wiedervereinigung aufgelöst oder in Kinderheime sowie andere soziale Einrichtungen umgewandelt.
Zum System der Spezialheime gehörten:
- Durchgangsheime und -stationen zur kurzzeitigen Unterbringung von Kindern und Jugendlichen, vorwiegend zur Überweisung in Spezialheime
- Spezialheime
  - Spezialkinderheime Oberschule zur Umerziehung schwererziehbarer Schüler der Klassenstufen 1–10 der POS
  - Spezialkinderheime Hilfsschule zur Umerziehung schwererziehbarer Hilfsschüler
  - Jugendwerkhöfe für Abgänger der POS zur Umerziehung schwererziehbarer Jugendlicher
  - Jugendwerkhöfe für Abgänger der Hilfsschule zur Umerziehung schwererziehbarer Jugendlicher
- Sonderheime
  - Kombinat der Sonderheime für Psychodiagnostik und pädagogisch-psychologische Therapie zur Umerziehung stark verhaltensgestörter Kinder und Jugendlicher.
- Disziplinareinrichtung
  - Der Geschlossene Jugendwerkhof Torgau

## Aufarbeitung
In den Heimen der SBZ und in der DDR geschah bis zum Fall der Mauer im November 1989 viel Unrecht.
Gründe für die Einweisung in ein Heim des Systems der Spezialheime von Seiten der Jugendhilfe, kamen neben schweren Erziehungsproblemen und Verhaltensstörungen auch im politisch-ideologischen Fehlverhalten (s. Erziehung zur Sozialistischen Persönlichkeit) liegen. Vom System der Spezialheime (z. B. Jugendwerkhöfen, im besonderen Ausmaß vom Geschlossenen Jugendwerkhof Torgau), ist bekannt, dass missbräuchliche Methoden mit dem Ziel der Umerziehung angewendet wurden. Menschen, die in einem Spezial- oder Sonderheim waren, können deshalb Rehabilitierung beantragen und Entschädigungszahlungen erhalten. Seit 1998 wurde die Gedenkstätte Geschlossener Jugendwerkhof Torgau eingerichtet. Eine Dauerausstellung in den unteren Räumen der Gedenkstätte zeigt anhand von Dokumenten und Zeitzeugenberichten den Alltag im GJWH. Besichtigt werden können u. a. die Dunkelarrestzellen sowie der ursprüngliche Innenhof und Reste der Außenmauern.
Zum 1. Juli 2012 wurde der Fonds Heimerziehung in der DDR in den Jahren 1949 bis 1990 errichtet. Aufgrund der hohen Anzahl ehemaliger Heimkinder war der Fond Anfang 2014 ausgeschöpft. Der Fond wurde mit Mitteln des Bundes und der Länder aufgestockt. Die Laufzeit des Fond ist bis Ende Juni 2017 geplant. Neu ist eine Stichtagsregelung. Berücksichtigt wurden nur die bis zum 30. September 2014 gestellten Anträge. Die Antragsannahme wurde über die Anlauf- und Beratungsstellen für ehemalige Heimkinder in der DDR sichergestellt.
Kritik an der Form der Aufarbeitung des Unrechts und der Umsetzung des Heimfonds für die betroffenen ehemaligen Heimkinder äußerte Manfred Kappeler. Er hat sich wissenschaftlich und publizistisch mit dem Schicksal der ehemaligen Heimkinder auseinandergesetzt.
Zum 31. Dezember 2019 läuft nach derzeitiger Gesetzeslage die Frist für Rehabilitierungsanträge von Opfern durch die DDR-Willkür aus. Davon sind auch ehemalige Heimkinder betroffen, die u. a. sexuellen Kindesmissbrauch in den Einrichtungen erfahren haben. Die Bundesjustizministerin Katarina Barley (SPD) plant Entschädigungen zu erleichtern und die Antragsfristen zu streichen. Gesetzgebend ist die Initiative gegenwärtig nicht.
Im August 2019 wird der Abschlussbericht der Fonds Heimerziehung und die Stellungnahme der Bundesregierung veröffentlicht. Die Ziele der Ersteller der Fonds waren hoch gesteckt und im Fazit der Stellungnahme der Bundesregierung heißt es: „Nicht in jedem Einzelfall sind die Fonds diesen hohen Anforderungen im vollen Umfang gerecht geworden. Aber die breite Zufriedenheit der Betroffenen insgesamt belegt eindrucksvoll, dass sich der finanzielle und immaterielle Aufwand gelohnt hat. Ausschlaggebend für den Erfolg der Fonds war nicht zuletzt die Bereitschaft der Errichter, gemeinsam mit den Vertreterinnen und Vertretern der Betroffenen bei der Umsetzung der Fonds neue Wege zu gehen, Lösungsmöglichkeiten auszuprobieren und getroffene Entscheidungen auch zu korrigieren, wenn es im Sinne einer betroffenenfreundlichen Praxis notwendig war. Damit ist es gelungen, auch die übergeordneten Ziele der Fonds zu erreichen und einen Beitrag zur gesellschaftlichen Aufarbeitung und Aussöhnung mit einem dunklen Kapitel der neueren deutschen Geschichte zu leisten.“
Finanziert durch das Bundesministerium für Bildung und Forschung (BMFB) wird für den Zeitraum von 2019 bis 2022 über den TESTIMONY Forschungsverbund weitere Hilfe bei der Bewältigung und Aufarbeitung für Betroffene angeboten, die in der DDR in Heimen oder Jugendwerkhöfen untergebracht waren. Ein speziell entwickeltes schreibbasiertes Online-Programm hilft dabei, die Erfahrungen aus dieser Zeit aufzuschreiben, um in Zukunft besser damit umgehen zu können. Das Online-Programm und die Studie werden von der Medical School Berlin durchgeführt und wissenschaftlich ausgewertet. Ziel der Studie soll sein, die Wirksamkeit des Angebots sowie den Nutzen für die Teilnehmenden zu ermitteln. Darüber hinaus wird eine Übersicht über weiter bestehende Hilfsangebote gegeben.